# Logan Cooley
Logan Cooley (Pittsburgh, Pensilvania, 4 de mayo de 2004) es un jugador profesional estadounidense de hockey sobre hielo que se desempeña en la posición de centro en Arizona Coyotes, equipo de la National Hockey League (NHL).

## Carrera
Fue seleccionado en la primera ronda en la NHL Entry Draft de 2022. En 2023 hizo su debut profesional con el equipo Arizona Coyotes, donde lleva jugando una temporada.